# Furine
La furine est une protéase à sérine qui catalyse le clivage d'un polypeptide au niveau typiquement  d'une séquence basique de la forme –Arg–Xaa–(Arg/Lys)–Arg-|- où Xaa représente un résidu d'acide α-aminé protéinogène quelconque.
Cette enzyme, à l'action très spécifique, libère notamment l'albumine, le composant 3 du système du complément et le facteur de von Willebrand par clivage de leur précurseur respectif. Elle participe également au clivage du peptide C de l'insuline (comprenant des séquences basiques) en rendant cette dernière sous sa forme active (liaison des chaines A et B via ponts disulfures). Elle intervient donc pour finaliser la synthèse de certaines protéines en leur conférant leur structure fonctionnelle,,,.